# Scalopodontes
Scalopodontes is een geslacht van uitgestorven Therocephalia dat leefde in het Laat-Perm van Rusland. 
De typesoort Scalopodontes kotelnichi werd in 2000 benoemd door Tatarinow. De geslachtsnaam is wat ongelukkig gevormd. Het lag in de bedoeling de naam 'tanden (dentes in het Latijn maar hier verward met het Grieks odoon) als van Scaloposaurus' te geven. Dat zou dan een 'Scalopodentes' opgeleverd moeten hebben. De soortaanduiding verwijst naar de herkomst bij Koteljnietsj.
Fossielen zijn gevonden in de Sokolki Assemblage Zone van de Urpalov-formatie. Het holotype is PIN 2212/16, een partij elementen van schedel en beide onderkaken. Ander materiaal is onder nummer PIN 2212 geïnventariseerd en gedeeltelijk toegewezen.
Sacalopodontes is een klein roofdier. De soort heeft acht postcaninen, een sterk ontwikkelde binnenwand van de maxillaire holte en een sterk verbeend maxilloturbinale.
Scalopodontes is in de Scaloposauridae geplaatst.